# Семенівка (Вознесенський район)
Семені́вка — село в Україні, в Єланецькій селищній громаді Вознесенського району Миколаївської області.

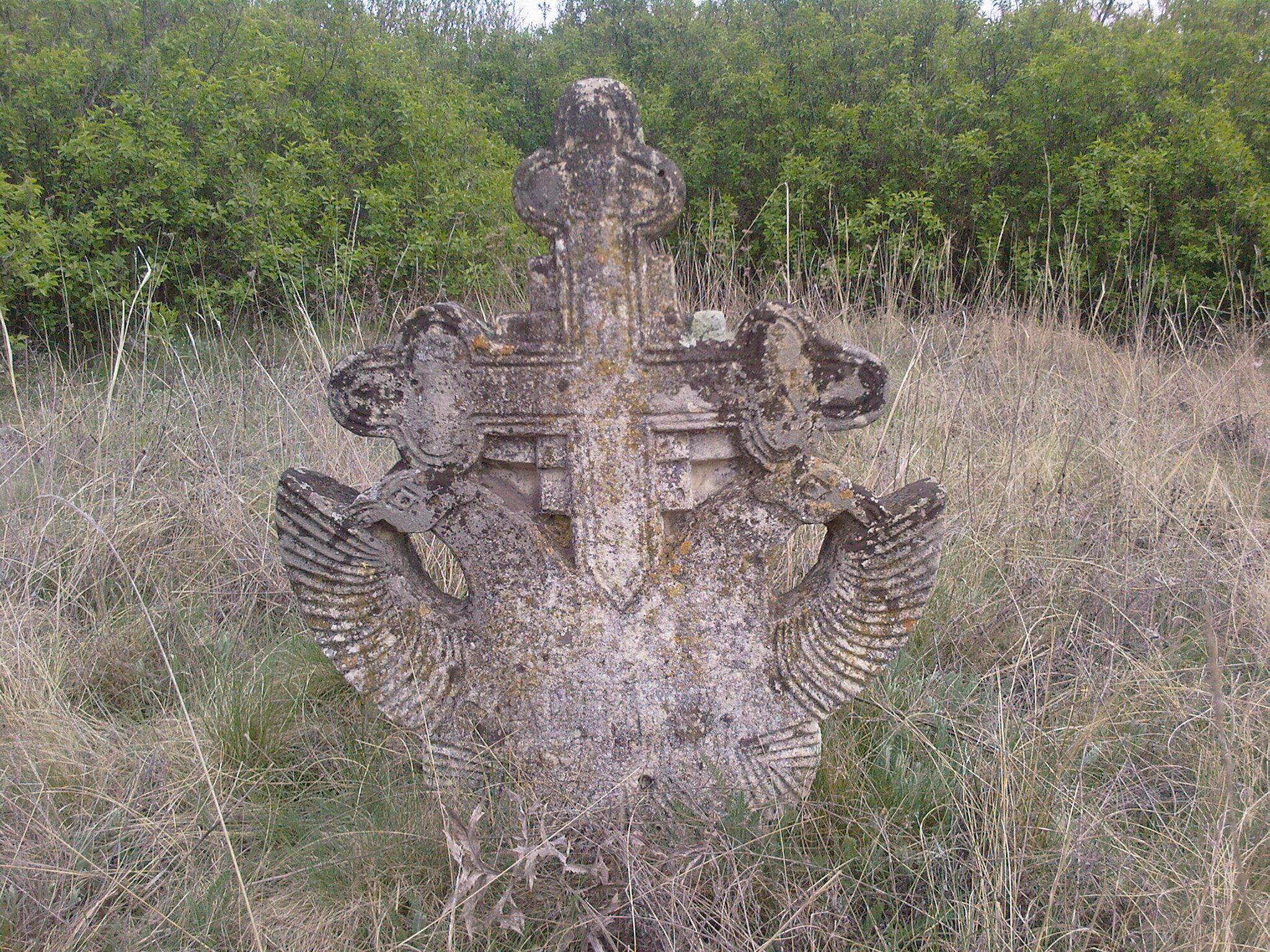
Старий цвинтар біля села Семенівка

Населення становить 151 особу. До 2020 року орган місцевого самоврядування — Водяно-Лоринська сільська рада.

## Населення

### Мова
Розподіл населення за рідною мовою за даними перепису 2001 року:
| Мова       | Кількість | Відсоток |
| ---------- | --------- | -------- |
| українська | 146       | 96.69%   |
| румунська  | 3         | 1.99%    |
| російська  | 2         | 1.32%    |
| Усього     | 151       | 100%     |